# Juan Martínez (Langstreckenläufer)
Juan Maximo Martínez (* 1. Januar 1947 in San Juan de las Manzanas, Ixtlahuacan; † 25. Mai 2021) war ein mexikanischer Langstreckenläufer.

## Leben
Nach den Olympischen Spielen 1964 in Tokio wurden die potentiellen mexikanischen Olympiateilnehmer für 1968 in ein zentrales Trainingslager in Mexiko-Stadt untergebracht, wo sie zweimal täglich unter kompetenter Anleitung trainierten. Für Martinez war Tadeusz Kempka aus Polen zuständig, der ein umfangreiches an der sowjetischen Trainingslehre orientiertes Gruppentraining durchführen ließ. Marinez gewann 1965 in Xalapa die Mexikanischen Meisterschaften über 5000 und über 10.000 Meter und zeigte damit, dass er von seiner Trainingsgruppe am besten mit dem modernen Training zurechtkam.
1966 gewann er Bronze bei den Zentralamerika- und Karibikspielen über 10.000 Meter. Im Jahr darauf wurde er Zentralamerika- und Karibikmeister über 10.000 Meter und im Halbmarathon und errang Bronze über 5000 Meter bei den Panamerikanischen Spielen in Winnipeg.
Bei den Olympischen Spielen 1968 in Mexiko-Stadt wurde er jeweils Vierter über 5000 und 10.000 Meter.
1969 gewann er die Corrida Internacional de São Silvestre, und 1970 gewann er bei den Zentralamerika- und Karibikspielen Gold über 10.000 Meter und Silber über 5000 Meter. Bei den Panamerikanischen Spielen 1971 in Cali kam er über 10.000 Meter auf den Silberrang und musste sich dabei nur Frank Shorter geschlagen geben, und bei den Olympischen Spielen 1972 in München wurde er über dieselbe Distanz Zehnter.
Insgesamt stellte er drei nationale Rekorde über 5000 Meter und vier über 10.000 Meter auf. 1986 startete er bei Altersklassenwettbewerben. Später arbeitete er als Trainer.

## Persönliche Bestzeiten
- 5000 m: 13:44,0 min, 24. Mai 1969, Modesto
- 10.000 m: 28:23,14 min, 31. August 1972, München